# AO Itabaiana
AO Itabaiana is een Braziliaanse voetbalclub uit Itabaiana in de staat Sergipe. 

## Geschiedenis
De club werd op 10 juli 1938 opgericht na de ontbinding van Botafogo SC. De club speelt in de schaduw van Confiança en Sergipe uit de hoofdstad Aracaju, maar is wel de succesvolste club van buiten de hoofdstad. De club speelde al enkele seizoenen in de nationale reeksen van in de tijd dat een club zich daar nog voor kon plaatsen door goede prestaties in de staatscompetitie. In 2024 bereikte de club de halve finale van de Série D waarin ze verloren van latere kampioen Retrô, maar zowel voor de eerste keer een nationale promotie konden afdwingen. 

## Erelijst
Campeonato Sergipano
1969, 1973, 1978, 1979, 1980, 1981, 1982, 1997, 2005, 2012, 2023
ABC · 
Anápolis · 
Botafogo-PB · 
Brusque ·
Caxias · 
Confiança ·
CSA · 
Figueirense · 
Floresta · 
Guarani · 
Itabaiana · 
Ituano ·
Londrina · 
Maringá · 
Náutico · 
Ponte Preta · 
Retrô · 
São Bernardo · 
Tombense · 
Ypiranga de Erechim